# Letiště Glasgow
Letiště Glasgow, nebo také Mezinárodní letiště Glasgow (IATA: GLA, ICAO: EGPF, anglicky Glasgow International Airport) je největší a zároveň nejvytíženější letiště ve Skotsku. Patří také mezi šest největších letišť na území Spojeného království.
Nachází se 13 kilometrů západním směrem od centra města Glasgow, poblíž měst Renfrew a Paisley, ve správní oblasti Renfrewshire. Je majetkem společnosti BAA, která vlastní i další britská letiště: London Heathrow, London Gatwick, London Stansted, Edinburgh, Aberdeen a Southampton.

## Letecké společnosti a linky
(Aktualizováno 27. března 2024.)
| Letecká společnost | Destinace               | Destinace |
| ------------------ | ----------------------- | --- |
| Aer Lingus         | Irsko                   | Dublin |
| Aer Lingus         | Spojené království      | Beflast-City |
| Air Transat        | Kanada                  | Toronto |
| British Airways    | Spojené království      | Londýn-City · Londýn-Heathrow |
| Corendon Airlines  | Turecko                 | Sezónně: Antalya |
| easyJet            | Egypt                   | Hurghada |
| easyJet            | Francie                 | Paříž-Charles de Gaulle \| sezónně: Bordeaux · Marseille                                                                                                |
| easyJet            | Chorvatsko              | Sezónně: Pula · Split |
| easyJet            | Kypr                    | Sezónně: Larnaka |
| easyJet            | Maroko                  | Sezónně: Agádír |
| easyJet            | Německo                 | Berlín |
| easyJet            | Nizozemsko              | Amsterdam |
| easyJet            | Portugalsko             | Faro · Lisabon \| sezónně: Porto |
| easyJet            | Řecko                   | Sezónně: Chania · Kos |
| easyJet            | Spojené království      | Belfast · Belfast-City · Birmingham · Bristol · Jersey · Londýn–Gatwick · Londýn-Luton · Londýn-Stensted · Southampton \| sezónně: Newquay              |
| easyJet            | Španělsko               | Alicante · Barcelona · Málaga \| sezónně: Gran Canaria · Palma de Mallorca · Tenerife-jih                                                               |
| easyJet            | Švýcarsko               | Sezónně: Ženeva |
| easyJet            | Tunisko                 | Sezónně: Enfidha |
| easyJet            | Turecko                 | Sezónně: Dalaman |
| Emirates           | Spojené arabské emiráty | Dubaj |
| Icelandair         | Island                  | Reykjavík |
| Jet2.com           | Bulharsko               | Sezónně: Burgas |
| Jet2.com           | Česko                   | Sezónně: Praha |
| Jet2.com           | Island                  | Sezónně: Reykjavík |
| Jet2.com           | Itálie                  | Řím-Fiumicino \| sezónně: Neapol · Verona |
| Jet2.com           | Kypr                    | Pafos \| sezónně: Larnaka |
| Jet2.com           | Malta                   | Malta |
| Jet2.com           | Maroko                  | Sezónně: Agádír · Marrákeš |
| Jet2.com           | Polsko                  | Krakov |
| Jet2.com           | Portugalsko             | Faro · Madeira |
| Jet2.com           | Řecko                   | Sezónně: Heraklion · Kefalonia · Korfu · Rhodos · Zakynthos                                                                                             |
| Jet2.com           | Španělsko               | Alicante · Fuerteventura · Gran Canaria · Málaga · Lanzarote · Palma de Mallorca · Tenerife-jih \| sezónně: Barcelona-Reus · Girona · Ibiza · Menorca · |
| Jet2.com           | Švýcarsko               | Sezónně: Ženeva |
| Jet2.com           | Turecko                 | Antalya \| sezónně: Bodrum · Dalaman · Izmir |
| KLM                | Nizozemsko              | Amsterdam |
| Loganair           | Spojené království      | Barra · Benbecula · Campbeltown · Islay · Kirkwall · Londonderry · Shetlandy · Southampton · Stornoway · Tiree \| sezónně: Exeter                       |
| Loganair           | Irsko                   | Donegal (od 19. května 2024) |
| Lufthansa          | Německo                 | Frankfurt, Mnichov |
| Ryanair            | Belgie                  | Sezónně: Brusel-Charleroi |
| Ryanair            | Irsko                   | Dublin |
| Ryanair            | Polsko                  | Krakov · Vratislav |
| Ryanair            | Španělsko               | Alicante · Málaga |
| Southwind Airlines | Turecko                 | Sezónně: Antalya |
| TUI Airways        | Egypt                   | Sezónně: Šarm aš-Šajch |
| TUI Airways        | Chorvatsko              | Sezónně: Dubrovník |
| TUI Airways        | Kapverdy                | Sal |
| TUI Airways        | Mexiko                  | Sezónně: Cancún |
| Wizz Air           | Maďarsko                | Budapešť |
| Wizz Air           | Rumunsko                | Bukurešť |